# Dave Ridgway
David „Dave“ Ridgway (* 24. April 1959 in Stockport, England) ist ein ehemaliger kanadischer American-Football- und Canadian-Football-Spieler. Er spielte dreizehn Saisons auf der Position des Kickers bei den Saskatchewan Roughriders in der Canadian Football League.

## Karriere
1959 in Stockport geboren, emigrierte Ridgway mit seiner Familie 1974 nach Kanada. Von 1977 bis 1981 besuchte er die University of Toledo, wo er für die Toledo Rockets College Football spielte. Im CFL Draft 1981 wurde er in der siebten Runde von den Montreal Alouettes ausgewählt, diese entließen ihn jedoch bereits im Juni 1981. Im Anschluss hatte er ein Probetraining mit den Winnipeg Blue Bombers, ehe er im April 1982 von den Saskatchewan Roughriders verpflichtet wurde.
1987 wurde Ridgway von den Roughriders zu den Edmonton Eskimos getauscht, die ihn weiter zu den Alouettes schickten. Die Alouettes wurden jedoch kurz darauf aufgelöst und im anschließenden Dispersal Draft wählten die Roughriders Ridgway aus. 1989, 1990 und 1991 gewann er die Dave Dryburgh Memorial Trophy als Topscorer der Western Division. 1989 gelangte er mit den Roughriders in den 77th Grey Cup. Dort erzielte er vier Field Goals, darunter auch das als „The Kick“ bezeichnete, siegbringende Field Goal bei auslaufender Zeit. Ridgway wurde dafür zum wertvollsten Kanadier des Grey Cups gekürt. Ridgway war auch in der Folgezeit ein guter und konstanter Kicker, was ihm den Spitznamen „Robokicker“ einbrachte. Einzig in der Saison 1995 erzielte er nur schwache Leistungen. Im April 1996 zog er sich vom Profisport zurück. Zu dem Zeitpunkt hielt er acht Ligarekorde, 18 Roughriderrekorde und war der Topscorer der Roughriders. Ein Jahr später wurde seine Trikotnummer 36 von den Roughriders gesperrt. 2003 wurde er in die Canadian Football Hall of Fame aufgenommen.

## CFL-Rekorde
| Rekord                                                     | Wert            | erstmals gebrochen             |
| ---------------------------------------------------------- | --------------- | ------------------------------ |
| Meiste Field Goals in einer Saison                         | 59 (1990)       | 60 (2016), Justin Medlock      |
| Meiste Field Goals in einem Spiel                          | 8 (1984, 1988)  | ungebrochen                    |
| Meiste Field-Goal-Versuche in einem Spiel                  | 9 (1988)        | 13 (1997), Paul McCallum       |
| Meiste aufeinanderfolgende verwandelte Field-Goal-Versuche | 28 (1993)       | 30 (2011), Paul McCallum       |
| Meiste Field Goals in einem Quarter                        | 4 (1988)        | ungebrochen                    |
| Längstes Field Goal                                        | 60 Yards (1989) | 62 Yards (2001), Paul McCallum |
| Höchste Field-Goal-Quote (min. 25 Versuche)                | 90,6 % (1993)   | 90,9 % (2000), Lui Passaglia   |
| Meiste Punkte in einer Saison                              | 233 (1990)      | 236 (1991), Lance Chomyc       |
| Meiste Kickoff-Singles in einer Saison                     | 6 (1982)        | 9 (1983), Hank Ilesic          |